# Irina Bilyk
Irina Bilyk (Kíiv, 6 d'abril de 1970) és una cantautora ucraïnesa.
Va escriure la seva primera cançó als deu anys. El 1995, Bilyk va actuar per al president dels Estats Units Bill Clinton. Ha produït dotze àlbums musicals (inclosos diversos en rus i un en polonès), molts videoclips, i continua activa en la indústria musical.
El 27 d'octubre de 2007 Iryna Bilyk es va casar amb la seva parella de ball del programa de televisió "Dances with the Stars-2", Dmytro Dykusar, de 22 anys. La cerimònia del casament va tenir lloc a Rio de Janeiro.

## Discografia
- «Кувала зозуля» (1990)
- «Я розкажу» (1994)
- «Nova» (1995)
- «Так просто» (1996)
- «Фарби» (1998)
- «Ома» (2000)
- «Biłyk» (2002)
- «Країна» (2003)
- «Любовь. Яд» (2004)
- «На бис» (2008)
- «Рассвет» (2014)
- «Без Грима» (2017)

Singles
"Ne khovay ochey" (2018)

## Honors
- Order of Princess Olga, Tercera Classe (2020)[4]